# Rolls-Royce Silver Dawn

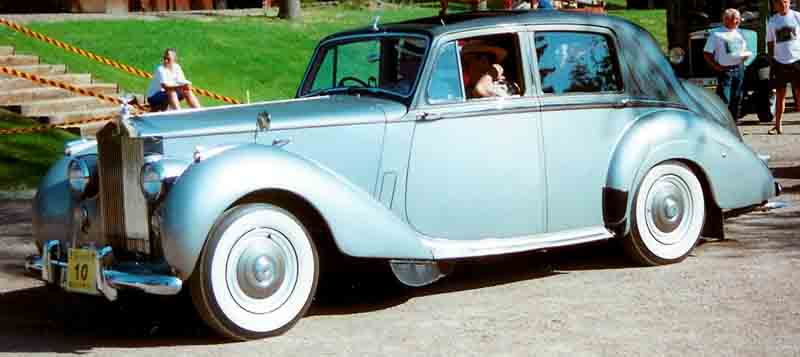
Una Rolls-Royce Silver Dawn Saloon 4 porte del 1954

La Silver Dawn è un'autovettura prodotta dalla Rolls-Royce dal 1949 al 1955 nel suo stabilimento di Crewe, in Inghilterra. In questi anni ci fu la condivisione di molte parti meccaniche dei modelli Rolls Royce con la consociata Bentley. La Silver Dawn aveva infatti in comune la carrozzeria ed il telaio con la Bentley Mark VI fino al 1952, e poi con la Bentley Serie R fino alla fine della produzione (1955). I primi modelli della Silver Dawn si differenziavano dagli omologhi modelli Bentley per il cruscotto. Gli ultimi esemplari invece per la strumentazione montata sul pannello di guida, per i copricerchioni, per il cofano e per il radiatore. Tra il 1949 ed il 1955 furono prodotti 785 esemplari, contro i 7500 Bentley dello stesso periodo.
Era destinata ai mercati esteri, e quindi molti esemplari avevano guida a sinistra con cambio al volante. Solo dal 1952, insieme alla R Type, fu ufficialmente venduta anche per il mercato britannico.
La Silver Dawn è stata la prima Rolls-Royce venduta anche con la carrozzeria costruita negli stabilimenti dell'azienda. Per i modelli precedenti, infatti, la casa automobilistica britannica forniva solo il telaio e le parti meccaniche, mentre la carrozzeria era a carico dell'acquirente.
Il motore era a sei cilindri in linea e aveva una testata con valvole di aspirazione in testa e le valvole di scarico laterali. All'inizio aveva una cilindrata di 4257 cm³, poi portato a 4566 cm³ dal 1951. Il carburatore era di tipo invertito Stromberg fino al 1952 quando fu sostituito da uno Zenith.
Il cambio era manuale a quattro velocità,con prima non sincronizzata. All'inizio fu offerto come optional il cambio automatico a tre velocità, che divenne di serie nel 1953. La Bentley lo ebbe in seguito. Le sospensioni erano sull'avantreno a ruote indipendenti con molle elicoidali, mentre sul retrotreno erano a balestra semiellittica con un assale rigido.
Il telaio era rivettato fino al 1953, dopo di cui fu saldato. L'impianto frenante era ibrido idro-meccanico. Sull'avantreno infatti erano montati freni idraulici, mentre sul retrotreno erano installati freni meccanici. I freni erano a tamburo, assistiti da un servofreno meccanico.
Il 5 maggio 1954 la vettura fu provata dal periodico The Motor. L'esemplare utilizzato raggiunse la velocità massima di 151 km/h. Accelerò da 0 a 97 km/h in 15,2 secondi. La vettura provata nei test consumava 18,3 litri ogni 100 km. Il modello utilizzato nel test costava 4704 sterline.

## Apparizioni nei film
Oggi, domani e dopodomani (1965), Richie Rich - il più ricco del mondo (1994), ecc..